# Wellington Paranormal
Wellington Paranormal è una serie televisiva neozelandese di genere commedia, poliziesco, horror e falso documentario.
È uno spin-off del film Vita da vampiro - What We Do in the Shadows (2014), al pari della serie What We Do in the Shadows (2019).

## Trama
La serie racconta i casi di un'improvvisata unità investigativa del paranormale della polizia di Wellington.

## Episodi
| Stagione         | Episodi | Prima TV USA | Prima TV Italia |
| ---------------- | ------- | ------------ | --------------- |
| Prima stagione   | 6       | 2018         | inedita         |
| Seconda stagione | 7       | 2019         | inedita         |
| Terza stagione   | 6       | 2021         | inedita         |

## Personaggi ed interpreti
- Mike Minogue: agente Minogue
- Karen O'Leary: agente O'Leary
- Maaka Pohatu: sergente Maaka